# Virginia Slims of Dallas 1978
Il Virginia Slims of Dallas 1978 è stato un torneo di tennis giocato sul sintetico indoor. È stata la 7ª edizione del torneo, che fa parte del WTA Tour 1978. Si è giocato al Moody Coliseum di Dallas negli USA dal 6 al 12 marzo 1978.

## Campionesse

### Singolare
Evonne Goolagong Cawley ha battuto in finale  Tracy Austin con il punteggio di 4–6, 6–0, 6–2

### Doppio
Martina Navrátilová /  Anne Smith hanno battuto in finale  Evonne Goolagong Cawley /  Betty Stöve con il punteggio di 6–3, 7–6